# راندي فلوريس
راندي فلوريس (بالإنجليزية: Randy Flores)‏ هو لاعب كرة قاعدة أمريكي، ولد في 31 يوليو 1975 في بيلفلاوير في الولايات المتحدة.

## وصلات خارجية
- راندي فلوريس على موقع دوري كرة القاعدة الرئيسي (الإنجليزية)
- راندي فلوريس على موقعبيزبول رفرنس.كوم (الدوري الرئيسي) (الإنجليزية)
- راندي فلوريس على موقعبيزبول رفرنس.كوم (الدوري الثانوي) (الإنجليزية)
- راندي فلوريس على موقع إي إس بي إن.كوم (أم.أل.بي) (الإنجليزية)
- راندي فلوريس على موقع مشجعي الرسوم البيانية (الإنجليزية)